# فهرست والیان جوزجان
جدول زیر فهرست والیان ولایت جوزجان افغانستان است.

## فهرست
| والی | والی | والی               | دوره                 | جزئیات | یاداشت |
| ---- | ---- | ------------------ | -------------------- | ------ | ------ |
|      |      | سید محمد حسن هاشمی | ۲۰۰۲ ۲۰۰۴            |        |        |
|      |      | راز محمد نور       | ۲۰۰۴ ۲۰۰۶            |        |        |
|      |      | جمعه خان همدرد     | ۲۰۰۶ ۲۰۰۷            |        |        |
|      |      | محمد هاشم زارع     | ۲۰۰۷ ۲۰۱۰            |        |        |
|      |      | محمد عالم ساعی     | ۹ مه ۲۰۱۰ ژوئیه ۲۰۱۳ |        |        |
|      |      | بای مراد قوینلی    | ۲۰۱۳ ؟؟؟             |        |        |
|      |      | لطف الله عزیزی     | کنونی                |        |        |